# Set
A nu se confunda cu Seth, un zeu din mitologia egipteană

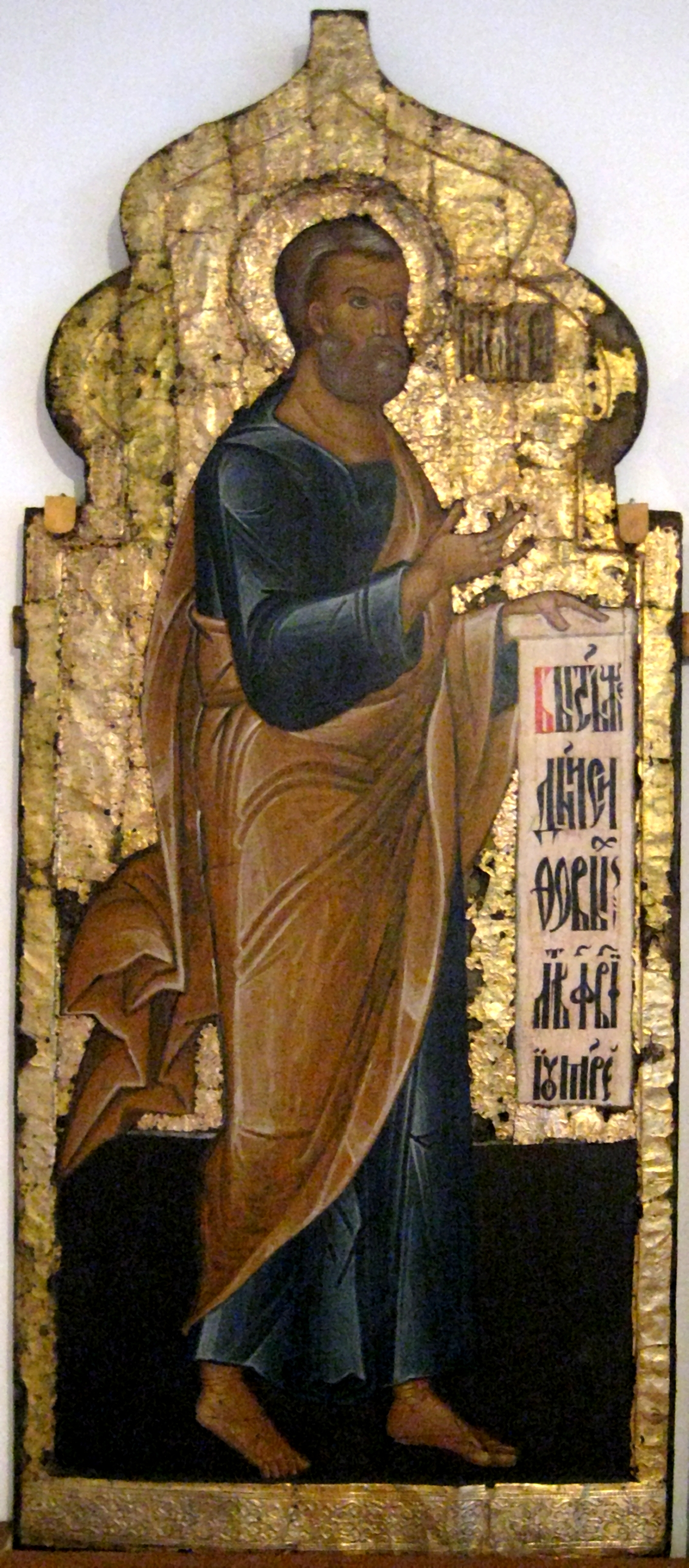
Set

În iudaism, creștinism și islam, Set (ebraică: שֵׁת, standard Šet, tiberiană Šēṯ; arabă: شيث‎ Shith sau Shiyth) este al treilea fiu al lui Adam și Eva și fratele lui Cain și Abel. Conform Geneza 4: 25, Set a fost născut după ce Abel a fost ucis de Cain, și Eva credea că Dumnezeu i-a dat acest fiu în locul lui Abel.
„Adam s-a împreunat iarăși cu nevastă-sa; ea a născut un fiu, și i-a pus numele Set; „căci”, a zis ea, „Dumnezeu mi-a dat o altă sămânță în locul lui Abel, pe care l-a ucis Cain.”  Lui Set i s-a născut și lui un fiu, și i-a pus numele Enos. Atunci au început oamenii să cheme Numele Domnului. ”—Geneza 4: 25-26
Conform Geneza 5: 3, Set a fost născut când Adam avea 130 de ani „după chipul și asemănarea lui”.
„La vârsta de o sută treizeci de ani, Adam a născut un fiu după chipul și asemănarea lui și i-a pus numele Set. După nașterea lui Set, Adam a trăit opt sute de ani și a născut fii și fiice. Toate zilele pe care le-a trăit Adam au fost de nouă sute treizeci de ani, apoi a murit. La vârsta de o sută cinci ani, Set a născut pe Enos. După nașterea lui Enos, Set a mai trăit opt sute șapte ani și a născut fii și fiice. Toate zilele lui Set au fost de nouă sute doisprezece ani, apoi a murit.”—Geneza 5: 3-8